# Dominis de la Corona Romanesa
Els dominis de la Corona romanesa són un grup d'empreses o propietats pertanyents a l'Estat romanès, els ingressos dels quals estan destinats a garantir parcialment el finançament de les activitats de la institució de la corona romanesa (la família reial de Romania i la casa de la seva majestat el rei).
Els ingressos realitzats pels dominis de la Corona complementen la llista civil i altres quantitats obtingudes de fons privats (donacions, etc.). El propòsit del funcionament dels dominis de la corona és fer possible el finançament normal de les activitats de la família reial sense carregar excessivament el pressupost estatal (diners públics); per regla general, la llista civil, una quantitat relativament petita, no és suficient per proporcionar finançament suficient.

## Història
Els dominis de la Corona van néixer per la llei del 9 de juny de 1884, a iniciativa del polític liberal Ion C. Brătianu. Des de l'establiment, per un llarg període (1884 - 1913), la posició d'administrador dels dominis de la Corona la va dur a terme el jurista romanès i forestal Ioan Kalinderu.
El 1918, a petició de Sa Majestat el rei Ferran I de Romania, el Parlament va legislar la transferència d'una part de la terra que pertanyia als dominis de la Corona a l'explotació – i, posteriorment, a la propietat – dels camperols romanesos (vegeu Reforma agrària de 1921).
El 1948, després del cop d'estat del 30 de desembre de 1947, els dominis de la corona van ser nacionalitzats [sic |] pels comunistes, per una llei que constitueix un absurd legal.
Després de 1989, la Família Reial de Romania sol·licitava judicialment la restitució de les propietats del rei Mihai I (personals), no les de la institució de la Corona de Romania.

### Llista d'administradors de dominis de la corona
- Ioan Kalinderu, 1884 - 1913
- Barbu A. Știrbey, 1913 - 1927
- Ernest Ballif, 1927 - 1940
- Dimitrie Negel, 22 de juliol de 1942 - 4 de gener de 1948

## Composició: propietats tradicionals pertanyents als dominis de la corona
Segons l'Enciclopèdia Minerva del 1929, les següents propietats a Romania formaven part tradicionalment dels dominis de la corona: les finques pertanyen als comtats de la preguerra.
Les finques sumaven 129.989 hectàrees, dividides de la següent manera:
- al comtat de Brăila 6.367 ha
- al comtat de Dolj: Sadova 19.353 ha; Segarcea 11.800 ha;
- al comtat d'Ilfov: Cocioc 3.674 ha;
- al comtat de Neamț: Bicaz 13.224 ha;
- al comtat de Prahova: Gherghița 2.900 ha; Clabucetul cu Caraimanul 1.953 ha;
- al comtat de Râmnicu-Sărat: Domnița 5.487 ha;
- al comtat de Suceava: Mălini 27.405 ha; Borca 17.871 ha; Sabasa i Farcașa 3.955 ha;
- al comtat de Vaslui: Dobrovăț 6.300 ha.

En el període 1900-1901, el domini de la corona tenia dotze finques situades a tota Romania amb una superfície total de 132112 hectàrees, de les quals 84.000 ha de bosc i 48.000 ha de terres agrícoles. Administrativament, els dominis tenien deu districtes electorals, cadascun amb un cap qualificat en ciències agrícoles i forestals. El camp agrícola estava format per vuit finques, majoritàriament a Muntènia. Es va tenir cura de garantir que el sòl fos de la més alta qualitat i que els cultius es beneficiessin d'adobs fosfats. Per a l'ús extensiu de tota la superfície adjudicada, es van rehabilitar les basses i es van executar obres de drenatge.
A les terres retornades a l'agricultura, es van plantar horts i es van conrear plantes farratgeres. Les vinyes representaven aproximadament el 3,19% del total i es localitzaven principalment a la sorra de Sadova i al domini Segarcii. Es va introduir maquinària agrícola, es van establir granges i es van millorar els cultius. El darrer nexe va ser la cria de bestiar que es va beneficiar de tota la infraestructura farratgera així creada. Es van portar i es van creuar vaques moldaves amb la raça Algan per tal de millorar la raça de bou de tracció.

A prop de Periș, al domini del Cancioc, es va establir el 1897 una lleteria que tenia 160 bovins el 1901. A Dubravăț es criaven ovelles, semblants a les vaques, es feien creus amb races estrangeres. També hi havia ramaders de porcs, així com apicultors a Mălini i Bicaz. Des de l'agricultura fins a la indústria, es van establir fàbriques de tela, fresat, ceràmica, pell i bronzejat. Com a tals, es van construir oficines, habitatges per a treballadors, estables, tallers i estanys. A més, a Durovăț es va instal·lar una granja on es desitjava millorar la raça de cavalls autòctons.

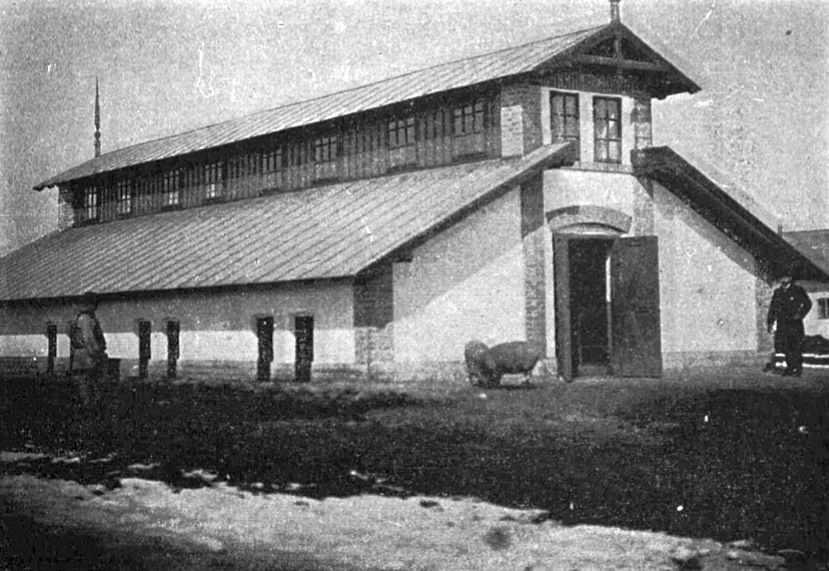
Granja de porcs al domini Dobroveț
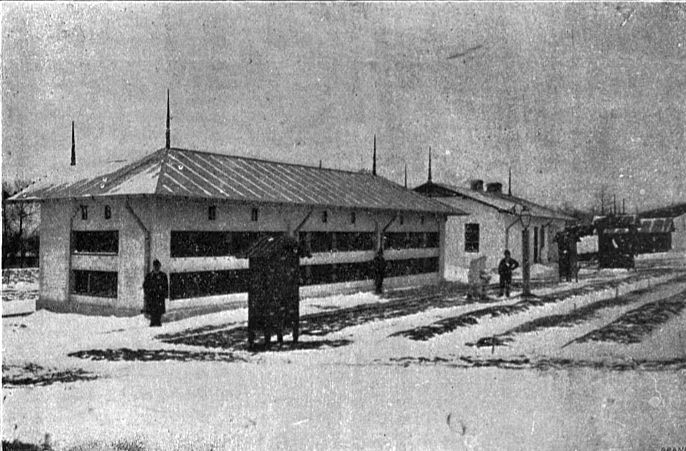
El rusc al domini Cocioc
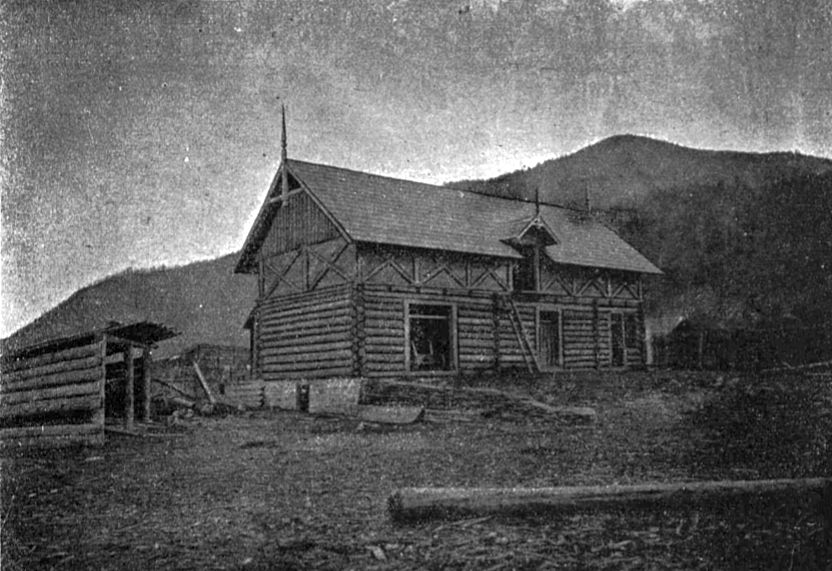
Estables al domini Bicaz
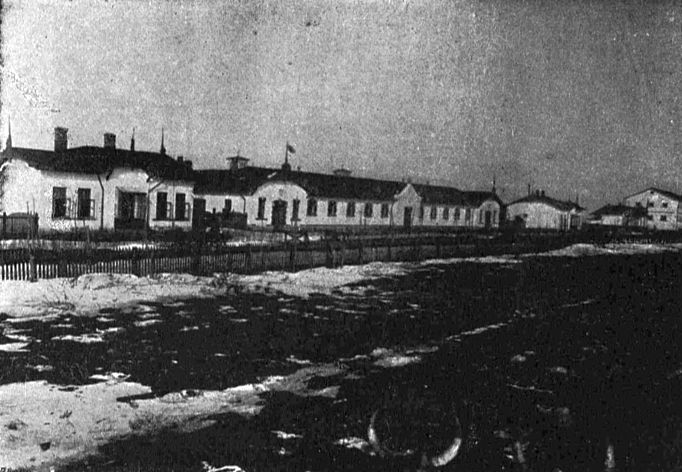
Làctics al domini Periș

Els boscos dels dominis de la corona sumaven 84.000 ha, de les quals 67.000 ha a les muntanyes, 5.000 als turons i 12.000 a les planes. Els boscos explotables eren del 97,3% i només el 2,7% eren improductius. Els boscos eren de faig, avet, roure, acàcia o om. La forestació es va dur a terme a les sorres de Sadova i les explotacions forestals van seguir un estricte sistema forestal. Els troncs collits es transportaven a serradores o estacions de ferrocarril per aigua, ferrocarrils de via estreta o per les vies d'accés existents en aquell moment. Es van construir uns 60 quilòmetres de ferrocarril i un funicular d'1,5 km amb 6 locomotores amb una potència de 240 cavalls. Les serradores eren a Poiana Doamnei, Găinești i Borca a Mălini i a Piatra Corbului i Ața a Bicaz. Pel que fa a la indústria, es van realitzar tallers de fabricació de portes, finestres, embarcacions de fusta, mobles, etc. També hi havia parcs per caçar, un a Mălini i un altre a Bicaz, a Dubroveț hi havia faisà, etc.

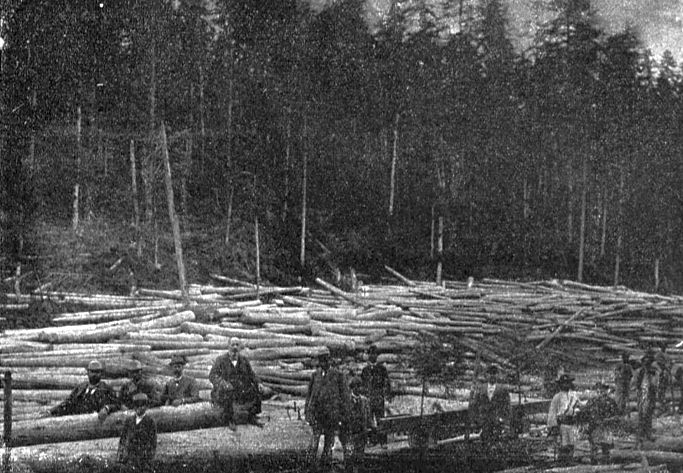
Arbres tallats del bosc de Bicaz
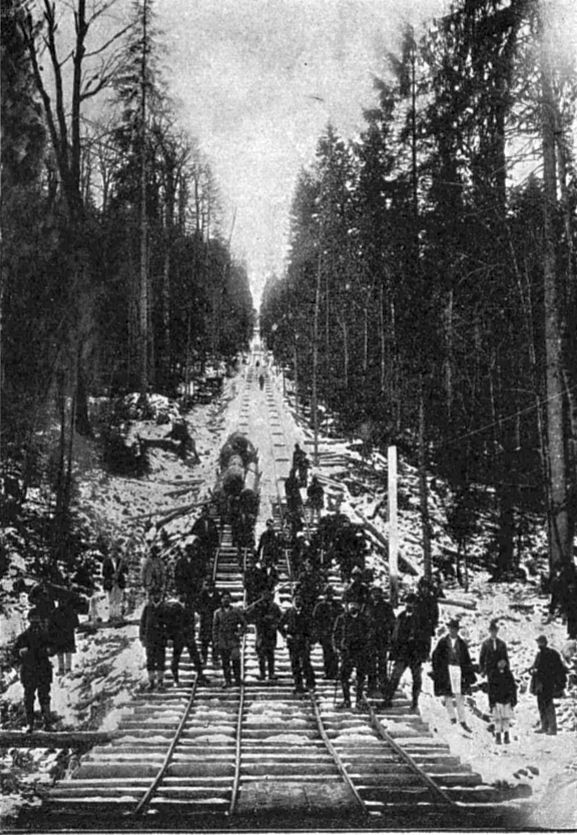
Tren funicular des de Mălini
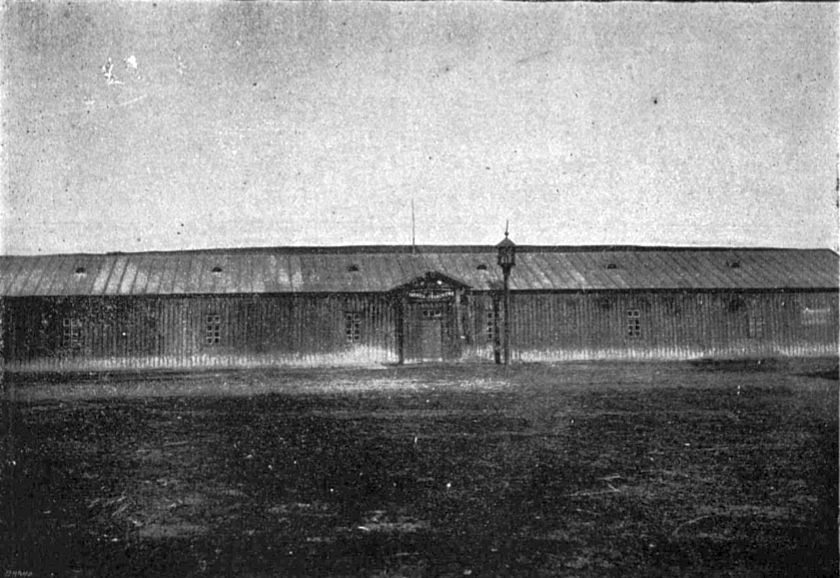
Corda al domini Dobroveț
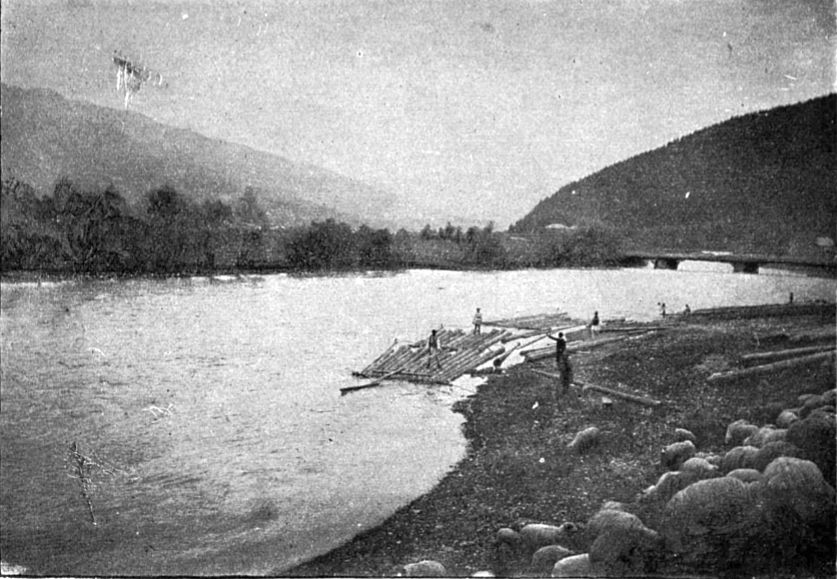
Basses de fusta a Bistrita

## Estatus jurídic, propietat i tributació
Els dominis de la Corona són propietat de l'Estat romanès; només els ingressos obtinguts de la seva explotació comercial (usdefruit) es destinen a donar suport a l'activitat de la família reial.
Les propietats dels dominis de la corona només es poden vendre per llei.
Segons la llei d'operació, les propietats dels dominis de la corona no paguen impostos al pressupost central, sinó només als pressupostos locals (comtats i comunes).
El 1918, a petició de Sa Majestat el rei Ferran I de Romania, el Parlament va legislar la transferència d'una part de la terra que pertanyia als dominis de la Corona a l'explotació –i, posteriorment, a la propietat– dels camperols romanesos.
Després de l'expulsió inconstitucional del rei Mihai I de Romania per part de Petru Groza, Gheorghiu-Dej i l'exèrcit rus, que va tenir lloc el 30 de desembre de 1947, els comunistes romanesos van emetre un acte de nacionalització dels dominis de la Corona; des del punt de vista dels dominis, la llei de nacionalització constitueix un despropòsit jurídic, amb finalitat propagandística, ja que els béns que ja li pertanyen no poden ser transferits a la propietat de l'Estat (nacionalitzada).
Després del 1989, la Família Reial de Romania sol·licitava judicialment la restitució de les propietats del rei Mihai I.

## El domini vitícola de Segarcea
Actualment de propietat privada, la finca i els cellers vitivinícoles de Segarcea, al comtat de Dolj, una de les propietats dels dominis, han guanyat fama internacional pels vins produïts i exportats a molts països del món, amb el nom comercial (marca) "The Crown Domini".
El domini vitícola Segarcea es troba entre els actuals proveïdors de la Casa Reial de Romania. Un dels vins produïts a Segarcea rep el nom de la seva Alteza Real la princesa Margarida de Romania.
A part del domini Segarcea, entre els actuals proveïdors de la Casa Reial de Romania hi ha altres productors de vi, com ara els dominis Tohani, que produeix l'assortiment que porta el nom de Sa Alteza Real al príncep Radu de Romania.